# De Vivario de Ramezée
De Vivario de Ramezée was een Zuid-Nederlandse adellijke familie.

## Geschiedenis
In 1745 werd de titel baron van het Heilige Roomse Rijk door Maximiliaan III van Beieren toegekend aan Jean-Ferdinand Vivario, die tevens in de erfelijke adel werd opgenomen en vergunning kreeg het partikel de aan zijn naam toe te voegen.
In 1782 werd aan Pierre-Grégoire de Vivario de titel baron van het Heilige Roomse Rijk toegekend, overdraagbaar op alle afstammelingen. Hij was getrouwd met Marie-Agnès de Ghéquier en was heer van Ramezée, Heures, Moressée, burgemeester van Luik en raadsheer in de Rekenkamer van het prinsbisdom Luik.
Gilles de Vivario (Luik, 22 januari 1775 - Barvaux-Condroz, 16 juni 1856) was een zoon van Pierre-Grégoire de Vivario en Marie-Agnès de Ghéqier. Hij werd in 1816, onder het Verenigd Koninkrijk der Nederlanden, erkend in de erfelijke adel met de titel baron, overdraagbaar op alle afstammelingen. Hij werd tevens benoemd tot lid van de Ridderschap van Luik.

## Genealogie
- Gilles de Vivario de Ramezée (1775-1856), trouwde in 1807 in Luik met Marie de Haulleville (1783-1870). Ze kregen zeven zoons en twee dochters.
  - Albert de Vivario de Ramezée (1810-1903), trouwde in 1842 in Enschede met Caroline de Maere (1824-1890), dochter van baron Charles Louis de Maere, industrieel. Ze kregen drie dochters, van wie twee adellijk trouwden.
  - Victor de Vivario de Ramezée (1812-1886), trouwde in 1854 in Plainevaux met Mathilde de Waha Baillonville (1830-1862), dochter van baron Joseph-Louis de Waha Baillonville, lid van het Nationaal Congres en senator. Ze kregen drie dochters, die ongehuwd bleven.
  - Charles de Vivario de Ramezée (1816-1884), trouwde in 1854 in Sint-Joost-ten-Node met Jenny Parthon de Von (1822-1911), dochter van ridder Édouard Parthon de Von, diplomaat en schrijver. Ze kregen twee dochters, van wie de jongste adellijk trouwde. De oudste, overleed in 1937 als laatste naamdraagster, waarmee deze familie uitdoofde.

## Adellijke allianties
- De Maere (1842), De Waha Baillonville (1854), Parthon de Von (1854), Orban de Xivry (1860), D'Hespel de Flencques (1867), De Fœstraets (1871)